# Andreja Slokar
Andreja Slokar (ur. 15 października 1997) – słoweńska narciarka alpejska.

## Kariera
Po raz pierwszy na arenie międzynarodowej pojawiła się 30 lipca 2013 roku w Treble Cone, gdzie w zawodach FIS nie ukończyła pierwszego przejazdu w slalomie. W 2017 roku wystąpiła na mistrzostwach świata juniorów w Åre, gdzie zajęła 35. miejsce w gigancie i 42. miejsce w supergigancie.
W zawodach Pucharu Świata zadebiutowała 6 stycznia 2018 roku w Kranjskiej Gorze, gdzie nie zakwalifikowała się do pierwszego przejazdu w gigancie. Pierwsze pucharowe punkty wywalczyła 12 stycznia 2021 roku we Flachau, kończąc slalom na 23. pozycji. Na podium zawodów tego cyklu pierwszy raz stanęła 13 listopada 2021 r. w Lech, wygrywając slalom równoległy. W sezonie 2021/2022 zwyciężyła w klasyfikacji PAR.
W 2021 roku wzięła udział w mistrzostwach świata w Cortina d’Ampezzo, gdzie zajęła piąte miejsce w slalomie i jedenaste w zawodach drużynowych. Na rozgrywanych rok później igrzyskach olimpijskich w Pekinie była piąta w slalomie, a rywalizacji w gigancie nie ukończyła.

## Osiągnięcia

### Igrzyska olimpijskie
| Miejsce | Dzień    | Rok  | Miejscowość | Konkurencja | Czas biegu | Strata | Zwyciężczyni |
| ------- | -------- | ---- | ----------- | ----------- | ---------- | ------ | ------------ |
| DNF2    | 7 lutego | 2022 | Pekin       | Gigant      | 1:55,69    | -      | Sara Hector  |
| 5.      | 9 lutego | 2022 | Pekin       | Slalom      | 1:44,98    | +0,22  | Petra Vlhová |

### Mistrzostwa świata
| Miejsce | Dzień     | Rok  | Miejscowość       | Konkurencja          | Czas biegu | Strata | Zwyciężczyni                        |
| ------- | --------- | ---- | ----------------- | -------------------- | ---------- | ------ | ----------------------------------- |
| DNQ     | 16 lutego | 2021 | Cortina d’Ampezzo | Gigant równoległy    | -          | -      | Marta Bassino Katharina Liensberger |
| 11.     | 17 lutego | 2021 | Cortina d’Ampezzo | Zawody drużynowe     | -          | -      | Norwegia                            |
| 5.      | 20 lutego | 2021 | Cortina d’Ampezzo | Slalom               | 2:30,66    | +2,67  | Katharina Liensberger               |
| 9.      | 11 lutego | 2025 | Saalbach          | Kombinacja drużynowa | 2:40,89    | +1,08  | Stany Zjednoczone                   |
| 6.      | 15 lutego | 2025 | Saalbach          | Slalom               | 1:58,00    | +1,53  | Camille Rast                        |

### Mistrzostwa świata juniorów
| Miejsce | Dzień       | Rok  | Miejscowość | Konkurencja     | Czas biegu | Strata | Zwyciężczyni       |
| ------- | ----------- | ---- | ----------- | --------------- | ---------- | ------ | ------------------ |
| 42.     | 9 marca     | 2017 | Åre         | Supergigant     | 1:15,10    | +6,05  | Nadine Fest        |
| DNF1    | 10 marca    | 2017 | Åre         | Superkombinacja | 2:09,05    | -      | Nadine Fest        |
| 35.     | 12 marca    | 2017 | Åre         | Gigant          | 1:58,38    | +5,53  | Laura Pirovano     |
| DNF2    | 13 marca    | 2017 | Åre         | Slalom          | 1:42,81    | -      | Camille Rast       |
| DNF2    | 30 stycznia | 2018 | Davos       | Gigant          | 1:39,66    | -      | Julia Scheib       |
| DNF1    | 31 stycznia | 2018 | Davos       | Slalom          | 1:46,51    | -      | Meta Hrovat        |
| DNF     | 4 lutego    | 2018 | Davos       | Supergigant     | 1:12,22    | -      | Kajsa Vickhoff Lie |
| DNF1    | 5 lutego    | 2018 | Davos       | Superkombinacja | 2:03,41    | -      | Aline Danioth      |

### Puchar Świata

#### Miejsca w klasyfikacji generalnej
- sezon 2017/2018: -
- sezon 2018/2019: -
- sezon 2019/2020: -
- sezon 2020/2021: 46.
- sezon 2021/2022: 23.
- sezon 2023/2024: 61.
- sezon 2024/2025: 32.

#### Miejsca na podium w zawodach
1. Lech – 13 listopada 2021 (slalom równoległy) – 1. miejsce
2. Méribel – 19 marca 2022 (slalom) – 1. miejsce
3. Sun Valley – 27 marca 2025 (slalom) – 3. miejsce